# ميكروماتة
الميكروماتة (الاسم العلمي: Micrommata) هي جنس من العنكبوتيات تتبع فصيلة العناكب الصيادة من رتبة العناكب.

## أنواع الميكروماتة
- ميكروماتة الجب
- ميكروماتة أرغونية
- ميكروماتة دارلنغية
- ميكروماتة جميلة
- ميكروماتة ليغورينية
- ميكروماتة مخضوضرة